# Vysílač Vraní vrch
Vysílač Vraní vrch se nachází na 685 m vysokém vrchu Modřínovec na území Nového Kramolína, přibližně 10 km severozápadně od Domažlic. Pokrývá významnou část Plzeňského kraje a patří mezi 26 základních vysílačů velkého výkonu Českých Radiokomunikací.

## Vysílání

### Televize[1]
|        | Multiplex    | Kanál | Kmitočet | Výkon (ERP) | Polarizace   |
| ------ | ------------ | ----- | -------- | ----------- | ------------ |
| DVB-T2 | Multiplex 21 | 26    | 514 MHz  | 10 kW       | horizontální |
| DVB-T2 | Multiplex 22 | 34    | 578 MHz  | 10 kW       | horizontální |
| DVB-T2 | Multiplex 23 | 31    | 554 MHz  | 10 kW       | horizontální |

### Rozhlas[2]
|    | Stanice         | Kmitočet  | Výkon (ERP) | Polarizace   |
| -- | --------------- | --------- | ----------- | ------------ |
| FM | ČRo Radiožurnál | 98 MHz    | 10 kW       | horizontální |
| FM | ČRo Plzeň       | 105,3 MHz | 10 kW       | horizontální |